# 千祥镇
千祥镇，中国浙江省金华市东阳市下辖的一个镇。

## 辖区
该镇辖有：隔塘村、民宅村、林甘村、千南村、千二村、千一村、后马村、上东陈村、下东陈村、金村、柽溪村、万祥村、东一村、云头村、甘棠村、秀溪村、升楼村、胡山村、九峰一村、新民村、九峰二村、三联村、后周村、三宝村、光周村、麻田村、大路村、前马村、岭脚村、高宅村、南王坑村、四友村、石门张宅村、